# Dichotomius parcepunctatus
Dichotomius parcepunctatus är en skalbaggsart som beskrevs av Felsche 1901. Dichotomius parcepunctatus ingår i släktet Dichotomius och familjen bladhorningar. Inga underarter finns listade i Catalogue of Life.